# Сироти революції
Сироти революції (англ. Revolution's Orphans) — канадський короткометражний фільм 1979 року. Режисер — Джон Н. Сміт. Фільм розповідає про людину, яка втікає з Угорської Народної Республіки, зі своєю дочкою Кларою в Канаду після Угорської революції 1956 року. Вони сумують за своєю батьківщиною, аж доки не приїжджає дядько Клари Янош.
Фільм отримав шість номінацій кінопремії Джіні. Актор Руді Ліпп отримав нагороду Джіні у номінації «Актор неігрового кіно».